# Nação Esportes
O Nação Araquari é um clube de futebol brasileiro, sediado em Araquari, no estado de Santa Catarina, que manda seus jogos na Arena Joinville, já que o Estádio Municipal de Araquari inaugurado em 2022 ainda não possui arquibancadas e estrutura para jogos oficiais.

## História
Fundado em setembro de 2018 na cidade de Joinville, sob o nome de Nação Esportes Futebol Clube de Joinville. O Nação Esportes traz um novo conceito para o futebol brasileiro. Aprendizado, disciplina e crescimento são os seus motes. O clube tem a ideia se tornar uma referência em formação de atletas, lapidação de talentos e transformação de carreiras.
Dentro de campo, o Nação contará com jogadores jovens, de no máximo 20 anos. As categorias de base serão o foco principal desse clube que formará atletas a partir de suas escolas de futebol que serão espalhadas pela cidade e pelo estado. A descoberta de talentos para o futebol brasileiro será o carro chefe. E o diferencial é que esses atletas não serão apenas trabalhados para seus talentos futebolísticos, mas também para terem um mental forte, consciência e noções de justiça e de como encarar a vida.
Estreou oficialmente nas divisões profissionais em 2019 disputando a Série C Catarinense, quando comprou o Operário de Mafra, rebaixado da Série B de 2018. Com isso, se regularizou e pôde disputar o campeonato.
Após disputar a Série C, o clube conseguiu seu inédito acesso para a Série B Catarinense, junto com Atlético Catarinense e Carlos Renaux. Em junho de 2021, pouco tempo depois de ser promovido, o clube se mudou para a cidade de Canoinhas, no norte do estado, disputando o campeonato daquele ano com o nome de Nação Esportes Canoinhas.
Já em 2022 o Leão retorna a Joinville, e em 2023 o clube conquista o título da Série B diante do Inter de Lages, garantindo a vaga para a Série A de 2024.

### Mudança para Araquari
Em dezembro de 2023 o clube anuncia que vai mudar para cidade de Araquari que fica próxima a Joinville mudando seu nome para Nação Araquari e com planos junto a Prefeitura de Araquari para construção de um estádio na cidade.

## Participações
|  | Participações em 2025 |

Competições Oficiais
| Competição     | Competição             | Temporadas | Melhor campanha     | Estreia | Última | P | R |
| Santa Catarina | Campeonato Catarinense | 1          | 12° colocado (2024) | 2024    | 2024   |   | 1 |
| Santa Catarina | Série B                | 4          | Campeão (2023)      | 2021    | 2025   | 1 | – |
| Santa Catarina | Série C                | 2          | Vice-campeão (2020) | 2019    | 2020   | 1 |   |
| Santa Catarina | Copa SC                | 3          | 8° colocado (2024)  | 2023    | 2025   |   |   |

## Títulos
| ESTADUAIS | ESTADUAIS                        | ESTADUAIS | ESTADUAIS  |
|           | Competição                       | Títulos   | Temporadas |
|           | Campeonato Catarinense - Série B | 1         | 2023       |
| --------- | -------------------------------- | --------- | ---------- |